# Italijanski ognjeniki
Italijanski ognjeniki so razporejeni po južni polovici Apeninskega polotoka, v Tirenskem morju in na Siciliji. Veliko italijanskih ognjenikov je pod morsko površino. Nekateri od teh so še delujoči, drugi pa so že davno ugasli in so prava podmorska gorovja.
Apeninski polotok leži  na stičišču Evrazijske in Afriške plošče, kar vodi do velike potresne in vulkanske dejavnosti. V Italiji je več kot 50 ognjenikov, od katerih je pa malo aktivnih, najbolj znani so Etna, Stromboli, Vulcano in Vezuv. Slednji je edini aktivni vulkan v celinski Evropi in je najbolj znan po uničenju Pompejev in Herkulaneja v izbruhu leta 79 n. št.. Več otokov in hribov je nastalo z vulkansko dejavnostjo, še vedno pa obstaja velika aktivna kaldera, Campi Flegrei severozahodno od Neaplja.
Na polotoku so: Colli Albani, Vezuv in Flegrejska polja (Campi Flegrei) s podaljškom Flegrejskega otočja, predapeninska pogorja Amiata, Volsini, Cimini, Sabatini ter Roccamonfina pri Caserti in Monte Vulture pri Potenzi.
V Tirenskem morju so: Pontinski otoki, Eolski ognjeniški lok in osamelca Vavilov in Marsili. Eolski lok, podaljšek Eolskega otočja, sestavlja več ugaslih vulkanov: dvojica Lametini, Alcione, Glabro, Palinuro, Eolo, Enarete, Prometeo, Sisifo, Glauco, Magnaghi.
Na Siciliji so Etna in Eolski otoki: Vulcano, Lipari, Salina, Panarea, Stromboli, Alicudi, Filicudi. V Sicilski ožini so: Pelagijsko otočje, podvodni ognjeniški lok in Pantelleria. 

## Delitev glede na nastanek
Vulkanologi obravnavajo ognjeniško dejavnost glede na geološki izvor posameznih področij, imenovanih magmatske pokrajine. 
Po definiciji je magmatska pokrajina »relativno omejeno področje, kjer so se goreče kamnine usedle v relativno kratkem obdobju (nekaj milijonov let ali manj)«. 
Apeninski polotok je razdeljen na deset magmatskih pokrajin, ki jih večinoma razmejujejo večji ali manjši tektonski prelomi .
- Magmatska pokrajina Toskana (zahodna obala polotoka od Firenc do meje z Lacijem, vključno z otočjem vse do Korzike)
- Magmatska pokrajina Apeninov (manjše skupine vulkanskih kamenin v osrednjem delu polotoka, v glavnem v Umbriji)
- Magmatska pokrajina Lacij (od južne Toskane do Kampanije: Vulsini, Sabatini, Colli Albani)
- Magmatska pokrajina Ernici-Roccamonfina (južno od magmatske pokrajine Lacij, okoli 20 vulkanskih stožcev v pogorju Ernici in večji ognjenik Roccamonfina)
- Magmatska pokrajina Kampanija (Vezuv, Campi Flegrei, Ischia)
- Magmatska pokrajina Bazilikata (Monte Vulture)
- Eolski lok (južno Tirensko morje, aktivna ognjenika na otokih Vulcano in Stromboli, pod vodo skupina Marsili)
- Magmatska pokrajina Sicilija (Sicilija, priobalni predel Tirenskega morja in Sicilski preliv, aktivni ognjenik predvsem Etna in podvodni pojavi v prelivu)
- Magmatska pokrajina Sardinija (manjše skupine vulkanskih kamenin po vsem otoku)
- Osrednje Tirensko morje (pomembni podmorski vulkani, predvsem Vavilov)

## Delitev glede na dobo mirovanja
Ognjeniki se delijo na delujoče, mirovalne in ugasle. Med ugasle ognjenike spadajo tisti, ki so zadnjič bruhali pred več kot deset tisoč leti. V Italiji so to: Salina, Amiata, Volsini, Cimini, Sabatini, Alicudi, Filicudi, Linosa, Pontinsko otočje, Roccamonfina in Vulture, poleg njih pa še Vavilov in Eolski podmorski ognjeniški lok.
Mirovalni ali speči ognjeniki so tisti, ki so bruhali v zadnjih deset tisoč letih, vendar ne v sedanjosti, če je sedanja doba mirovanja krajša od najdaljše dobe mirovanja v zgodovini. To so v Italiji: Colli Albani, Campi Flegrei, Ischia, Vezuv, Lipari, Vulcano, Panarea, Isola Ferdinandea in Pantelleria. Vezuv, Vulcano in Campi Flegrei imajo najdaljše dobe mirovanja. Nevarnost mirovalnih ognjenikov se zelo spreminja glede na posamezne lastnosti vulkana in glede na število prebivalcev v njegovi bližini. Nevarni so tudi različni ognjeniški pojavi, kot na primer fumarole, ker njihova normalno nizka škodljivost zavaja v podcenjevanje njihovega potenciala.
Delujoči ognjeniki so tisti, ki so bili aktivni v zadnjih letih. V Italiji sta to predvsem Etna in Stromboli, ki sta pa zaradi pogostega bruhanja iz odprtih dimnikov uvrščena med manj nevarne vulkane. Nevarnejši so podvodni ognjeniki, predvsem Marsili in Palinuro pa tudi ugasla Vavilov in Magnaghi, ki so vključeni na spisek stalno kontroliranih italijanskih vulkanov. Aktiven je tudi podvodni ognjeniški lok v Sicilski ožini, ki je sestavljen iz trinajstih vulkanov, od katerih je največji Empedocle z otokom Ferdinandea.